# Chiara Kreuzer
Chiara Kreuzer (nacida Chiara Hölzl, Schwarzach im Pongau, 18 de julio de 1997) es una deportista austríaca que compite en salto en esquí.
Ganó cuatro medallas en el Campeonato Mundial de Esquí Nórdico entre los años 2013 y 2023.

## Palmarés internacional
| Campeonato Mundial | Campeonato Mundial     | Campeonato Mundial | Campeonato Mundial |
| Año                | Lugar                  | Medalla            | Prueba             |
| ------------------ | ---------------------- | ------------------ | ------------------ |
| 2013               | Val di Fiemme (Italia) | Medalla de plata   | TN equipo mixto    |
| 2019               | Seefeld (Austria)      | Medalla de plata   | TN por equipo      |
| 2021               | Oberstdorf (Alemania)  | Medalla de oro     | TN por equipo      |
| 2023               | Planica (Eslovenia)    | Medalla de plata   | TN por equipo      |